# ジョン・フィッツアラン (第14代アランデル伯)

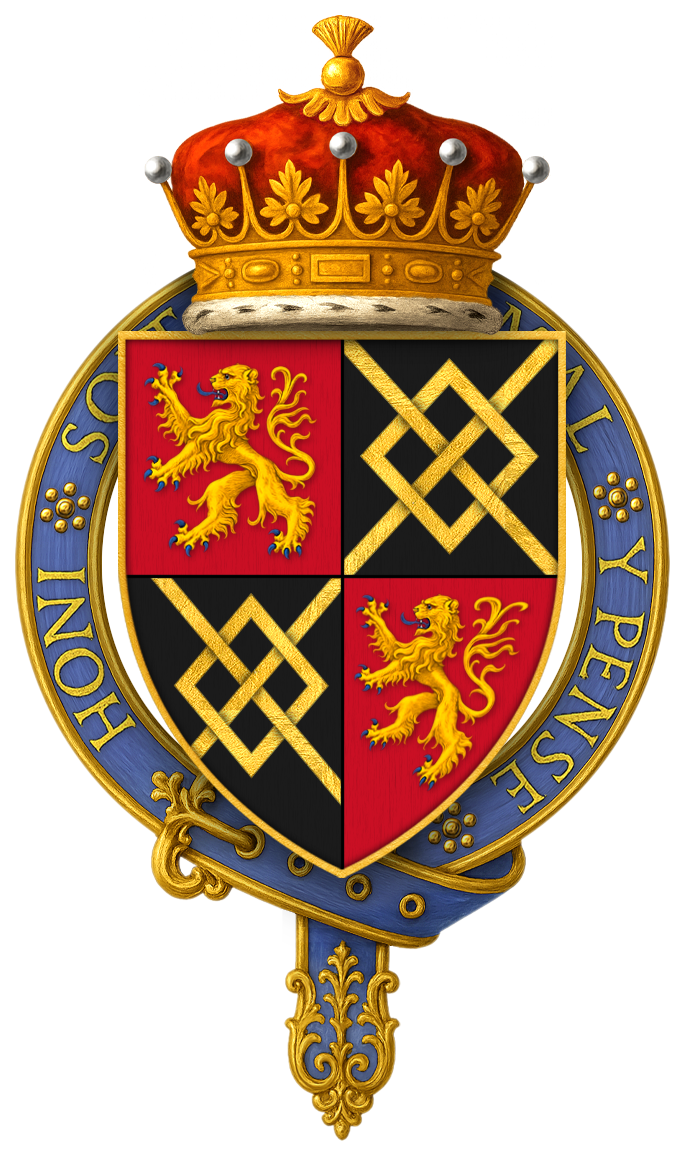
第14代アランデル伯ジョン・フィッツアランの紋章

第14代（7代）アランデル伯ジョン・フィッツアラン（John Fitzalan, 14th (7th) Earl of Arundel, 1408年2月14日 - 1435年6月12日）は、百年戦争後期のイングランド貴族、軍司令官。父ジョン・フィッツアラン（第3代マルトレイヴァース男爵）は、アランデル伯位を主張して長きにわたる戦いを繰り広げた。この戦いは父の死後、1433年に息子のジョン・フィッツアランが爵位を継承するまで決着しなかった。
ジョンはこれに先立つ1430年にフランスへ出征し、そこで数々の重要な指揮官職を歴任した。当時8歳であったヘンリー6世の叔父ベッドフォード公ジョンに仕えた。イル＝ド＝フランス地方の要塞の奪還や地方の反乱鎮圧に携わった。しかし、1435年のジェルブロワの戦いにおいて優勢な軍勢を前に撤退を拒否したジョンは、足を銃で撃たれて捕虜となった。後に片足を切断され、その傷がもとで間もなく亡くなった。埋葬地は19世紀半ばまで論争の的となっていたが、アランデル城の墓から片足を失った骨が発見された。
同時代の人々から偉大な軍人と見なされていた。イングランドが衰退していた時代にフランスにおいて指揮官として活躍し、その死はイングランドにとって大きな損失であった。息子のハンフリーが跡を継いだが、成人前に亡くなり、アランデル伯位はジョンの弟ウィリアムに渡った。

## 家族
ジョンは1408年2月14日、ドーセットのライチェット・マトラヴァーズで生まれた。第3代マルトレイヴァース男爵ジョン・フィッツアラン（1385年 - 1421年）とグロスターシャーのベヴァーストンのサー・ジョン・バークレーの娘エレノア（1455年没）の息子である。父ジョンは、高祖父である第10代アランデル伯リチャード・フィッツアランを通じて、1415年の第5代アランデル伯トマス・フィッツアランの死後、アランデル伯位を主張した。しかし、この主張はトマスの3人の姉妹とその家族、中でも初代ノーフォーク公トマス・ド・モウブレーと結婚していたエリザベス・フィッツアランとの間で争われた。父ジョンがアランデル伯位を保持していたかどうかは議論の余地がある。父ジョンは1416年に一度この称号で議会に召集されたが、それ以降は召集されなかった。父ジョンが1421年に亡くなった後も、争いは息子の代まで続き、モウブレー家が彼の主張に異議を唱えたにもかかわらず、息子ジョンがようやく議会で伯位を認められたのは1433年になってからであった。その4年前の1429年7月、ジョンは亡き父からの領地と称号を受け継いでいた。
ジョンは幼少の頃、ファンホープ男爵ジョン・コーンウォールの娘で、母エリザベスを通してジョン・オブ・ゴーントの孫娘となるコンスタンスと結婚する契約を結んでいた。二人が結婚したかどうかは定かではないが、コンスタンスは1429年にジョンがロバート・ラヴェルの娘モードと結婚した時には既に亡くなっていた。
ジョンは1426年、4歳のヘンリー6世と共に騎士とされ、「ドミヌス・ド・モールトラヴァース」（「マルトレイヴァース卿」）と呼ばれた。1429年の夏、ジョンは議会に召集され、今度は「ヨハンニ・アランデル騎士」の称号を与えられ、つまりアランデル卿となった。
しかし1430年、フランスで国王に仕える契約書において、ジョンはアランデル伯位を授かり、自身もこの称号を使用した。1433年にアランデル伯位を正式に認められたのは、その称号がアランデル城の所有と結びついていることが認められたためであった。しかし実際には、この爵位はジョンがその時点でフランスで果たしていた軍事的貢献に対する報酬でもあった。

## フランスでの軍歴
父ジョンはヘンリー5世統治下の百年戦争で活躍した軍人であり、息子のジョンも父の跡を継いだ。1430年4月23日、ジョンはハンティンドン伯と共にフランスに向けて出発した。そこでジョンはすぐに国王の叔父であるベッドフォード公ジョンの指揮下で軍人として名を馳せた。6月、コンピエーニュ包囲戦に参加したが、そこではジャンヌ・ダルクが捕らえられたばかりであった。その後、ブルゴーニュ軍の支援を受けてアングルルールの包囲を解いた。1431年12月17日、ヘンリー6世がパリでフランス王に戴冠したとき、ジョンは同席し、行われた馬上槍試合で頭角を現した。ジョンはこの軍事的成功により、いくつかの重要な指揮官に任命された。1431年11月、ルーアン守備隊の副官となり、その後まもなくヴェルノンの隊長となった。1432年1月にはヴェルヌイユの隊長に任命された。2月3日の夜、ルーアン城の大塔で寝ていたところ、近くのリカルヴィルから来たフランス兵の一団が城を占領するという不意打ちを受けた。ジョンは籠で城壁からつり下ろされ、逃亡した。ブサック元帥が町の守備を拒否したため、攻撃側は城を維持できず、ギヨーム・ド・リカルヴィルは12日後に降伏を余儀なくされた。1432年4月、ジョンはそれまでの功績が認められ、ガーター騎士に叙せられた。ルーアンからの別動隊として、ジョンはサン＝ロー救出のために派遣された。ジャルジョーの戦いで捕虜となったサフォーク伯ウィリアム・ド・ラ・ポールの後任として、町の隊長ラウル・テッソンが任命された後、アランソン公ジャン2世の軍による攻撃から町を守り抜いた。フランス軍はモン・サン＝ミシェルの要塞へと撤退し、そこから1433年のグランヴィルなどのアングロ・ノルマン諸都市への襲撃を続けた。
1432年初頭以降、ジョンは北フランスでいくつかの地方司令官を務めた。その任務の一つはイル＝ド＝フランス地方の要塞の奪還であり、これはほぼ成功を収めた。ラニー＝シュル＝マルヌでは、市民が城に近づくのを阻止するために橋を爆破したが、それでも要塞の占領には失敗した。12月、ジョンはオート＝ノルマンディー地方の司令官に任命されたが、セーの町を包囲から守らなければならなかった。1433年3月10日、セーをアルマニャック派から取り戻すと、ジョンは住民に恩赦を与えた。
7月、ジョンは代わりにバス＝ノルマンディー地方の副将軍に任命された。ジョンはアンブロワーズ・ド・ロレが所有していた要塞の奪還作業を継続した。ボンムーランは容易に占領できたが、サン＝セヌリはロレ家が占領していた。3ヶ月にわたるカルバリン砲による砲撃の後、城壁は突破され、守備隊の大半が戦死した。残りの者は無傷のまま撤退を許された。
アランソン伯領では、若く背が高く勇敢な伯爵ジョンが、おそらく1433年に行われた作戦を主導し、シエ＝ル＝ギヨームのサン＝セレランを奪還した。このとき、短い小競り合いがあった。アルマニャック派が到着し、城内の人質の返還を要求した。ジョンは同意したふりをして撤退した。アルマニャック派が撤退するとすぐにジョンは戻り、強襲により城を占領した。そして1434年にはボーモン＝ル＝ヴィコント城も占領した。1433年12月、ベッドフォード公は再びジョンをオート＝ノルマンディーの司令官とポン＝ド＝ラルシュの司令官に任命した。
この時までにジョンは、1434年5月に一時的にイングランドに戻っていた可能性がある。当時、ジョンはイングランドのフランス遠征のための軍隊を集めていた。しかし、ベッドフォード公ジョンは、メーヌ方面に向かう兵士の給料のために借金をせざるを得なかった。その年の春、パリにおいて、イングランドから1,000人近い援軍を率いるシュルーズベリー伯ジョン・タルボットがアランデル伯ジョンに合流した。5月下旬、アランデル伯はオート＝ノルマンディーの副官の地位をタルボットと交代し、代わりにセーヌ川とロワール川の間の指揮権を与えられた。これは事実上、2人がノルマンディーの指揮権を分担し、タルボットがセーヌ川の東側、アランデルが西側を担当することを意味した。しかし、彼らは共同作戦でボーモン＝シュル＝オワーズを占領し、続いて1434年6月20日にようやくクレイユを占領した。夏、アランデル伯はマント＝シャルトル地域の要塞を占領した。少なくともしばらくの間、アルマニャック派はもはやパリへの脅威ではなくなったように見えた。
9月8日、アランデル伯ジョンはフランス領であったトゥレーヌ公にも叙せられた。これはジョンの功績に対する褒賞として与えられたものであると同時に、この地域で戦役を行うことを期待しての授与でもあった。10月、ジョンはサン＝ローの隊長に任命され、ベッサン地域で発生した反乱への対応を任された。アランソン公はこの反乱を利用してアヴランシュを制圧しようとしたが、ジョンはフランス軍の進撃を阻止し、反乱を鎮圧した。
しかし1435年初頭、ノルマンディー西部で民衆の反乱が勃発した。ジョンはカーンを守るため、ルーアンから召集令状を発令した。ジョンはドンフロンに駐屯していたもう一人の中将、スケールズ卿と合流し、アヴランシュの救援を命じられた。アランソン公はサヴィニー＝ル＝ヴューに要塞を建設しようとしたが、イングランド軍に発見され、コタンタンの代官（バイイ）は要塞の破壊を命じられた。800人の兵を率いてジョンはリュの奪還に派遣され、そこでラ・イルがルーアンの東わずか60キロのジェルベロワを要塞化していることを知った。シュルーズベリー伯は既にピカルディから撤退していたが、ジョンが到着した時には、驚いたことにラ・イルとジャン・ポトン・ド・ザントライユが既に要塞を占領していた。ジョンは戦闘か包囲かの選択を迫られた。

## 死とその後

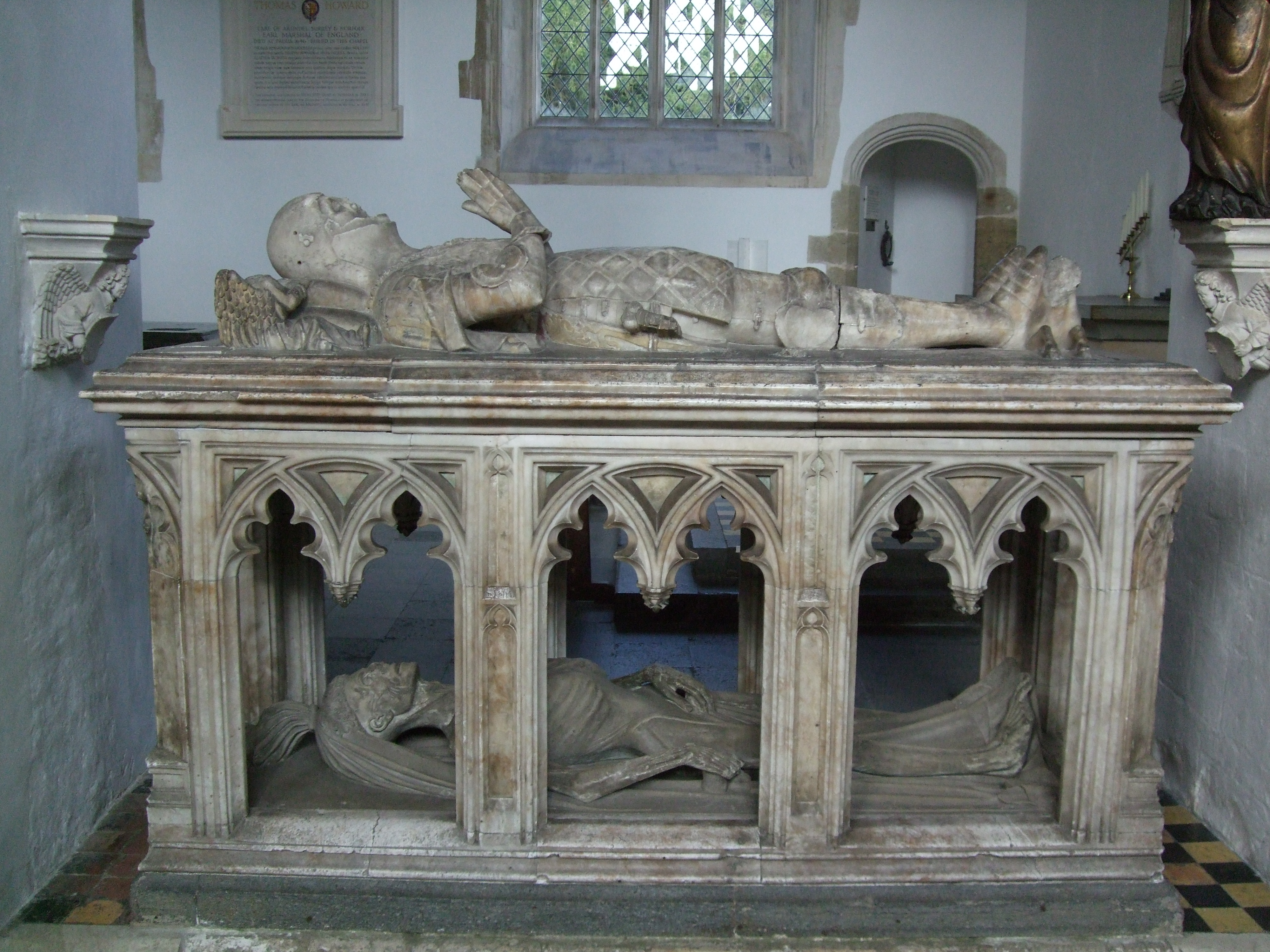
ジョン・フィッツアランの墓が1857年に開かれ、片足を失った遺骨が発見された。

1435年5月31日から6月1日にかけての夜、イル＝ド＝フランスのマント＝ラ＝ジョリーにいたジョンは、北方のグルネー＝シュル＝エプト（現在のグルネー＝アン＝ブレイ）への移動を命じられた。フランス軍が近くのジェルブロワ要塞を占領したという知らせを受けると、ジョンは素早く攻撃を開始した。イギリス軍はジェルブロワでフランスの大軍と遭遇した。多くの者がパニックに陥りグルネーへ撤退したが、ジョンは戦い続けた。続く戦闘でジョンは多くの部下を失い、自身も原始的なマスケット銃であるカルバリン銃の弾丸を足に受けた。重傷を負った彼は、フランス軍の捕虜としてボーヴェへ連行された。フランスの歴史家トマス・ベイスンによると、ジョンは敗北に屈辱を感じ、足の負傷の治療を拒否した。最終的に足は切断されたが、1435年6月12日に負傷により死去した。これにより、イングランド軍は最年少で、最も有能かつ献身的な軍司令官の一人を失った。アランデル伯の後任としてスケールズ卿が指揮を執った。
アランデル伯の遺体がどうなったのかは長らく不明であった。フランスの歴史家ジャン・ド・ウォーランは、アランデル伯はボーヴェに埋葬されたと主張した。しかし19世紀半ば、ノーフォーク公の従者は、アランデル伯の従者フルク・エイトンが1454年に亡くなった際の、エイトンの遺言書を発見した。エイトンは遺言書の中で、アランデル伯の遺体をイングランドに持ち帰り、その見返りに1,400マルクを受け取ったと記していた。遺体は掘り起こされ、イングランドに持ち帰られた後、アランデル伯が遺言で希望していた通り、アランデル城のフィッツアラン礼拝堂に埋葬された。1857年11月16日、礼拝堂でアランデル伯の墓が開かれた。棺からは、片足を失った身長6フィートを超える遺骨が発見された。
アランデル伯の軍歴は、フランスにおけるイングランド軍の衰退期と重なっていた。彼は異例の成功を収めた戦友であった。アランデル伯の死はイギリスでは惜しまれ、フランスでは祝われた。アランデル伯は「イングランドのアキレス」と呼ばれ、歴史家ポリドール・ヴァージルはアランデル伯を「類まれな勇気、不屈の精神、そして厳粛さを備えた男」と評した。妻モードとの間に、息子ハンフリーが1429年1月30日に生まれた。ハンフリーは父の爵位を継承したが、1438年4月24日に未成年のまま亡くなった。ジョンの弟ウィリアムが次の継承権者であった。ウィリアムは1417年に生まれ、1438年に成人しアランデル伯に叙せられた。